# Wełyka Fosnia
Wełyka Fosnia (ukr. Велика Фосня) – wieś na Ukrainie, w obwodzie żytomierskim, w rejonie korosteńskim, nad Wilszanką. W 2001 roku liczyła 1147 mieszkańców.
Znajduje tu się przystanek kolejowy Fosnia, położony na linii Kalinkowicze – Szepetówka.

## Historia
W XIX wieku Chwośnia Wielka (w spisie urzędowym jako Fośnia) wieś nad rzeką Julszanką w powiecie owruckim guberni wołyńskiej. Była wówczas siedzibą zarządu gminy Chwośnia Wielka. W 1569 razem z Hładkowiczami stnowiła własność Charlęskich. W 1683 należała do Pruszyńskich, a później do Bajkowskich, Śnieżków.
W Fośni urodziła się Maria Pigłowska (1876–1942), córka Emilii z Bajkowskich, dama Orderu Virtuti Militari.
Do 2020 w rejonie owruckim.